# Afroablepharus
Afroablepharus es un género de lagartos perteneciente a la familia Scincidae. Se distribuyen por la región afrotropical.

## Especies
Según The Reptile Database:
- Afroablepharus africanus (Gray, 1845)
- Afroablepharus annobonensis (Fuhn, 1972)
- Afroablepharus duruarum (Monard, 1949)
- Afroablepharus maculicollis (Jacobson & Broadley, 2000)
- Afroablepharus seydeli (De Witte, 1933)
- Afroablepharus wahlbergi (Smith, 1849)
- Afroablepharus wilsoni (Werner, 1919)